# Ета (планина)
Ета (грч. Οἴτη) је планина у централној Грчкој . Југоисточна падина Пинда, висока је 2 152 м. Од 1966. језгро планине је национални парк, а велики део је проглашен заштићеним подручјем у оквиру Натура 2000.

## Локација и опис
Планина Ета се налази на границама префектуре у Фокис (Φωκίδα) на југу и Фтиотида (Φθιώτιδα) на северу. Њена северна страна је стрми и неприступачни терен који се спушта до долине реке Сперцхеиос и формира низ дубоких клисура, од којих је најпознатија клисура реке Горгопотамос, а неколико река се може похвалити великим водопадима, укључујући и водопад Кремастос, који се сматра највишим у централној Грчкој. Источно, Ета је дефинисана клисурама реке Асопос (Ασωπος), која чини границу са суседном планином Калидромо. Јужне падине Ете су веома благе и граниче се с планинама Вардоусиана на југозападу и Гиона на југоистоку. На западном обронку, Ета је одвојена од планине Гоулина долином реке Вистризе (Βιστριζα), древног Инакоса (Ιναχος). Ета има сложену хидрогеологију. Кречњак и флиш, заједно са сложеном геоморфологијом, комбинују се и створа се велика мрежа вртача и пећина, што доводи до многих извора, малих река и сезонских рибњака на главним висоравнима, ливадама (Λιβαδιες), Амалиолака (Αμαλιολακα) и Катавотхра (Καταβοθρα). На планини извиру три главне реке: Горгопотамос и Асопос са истока и Бистрица/Иначоси са запада, а све су притоке Сперцхеиос. Потоци с јужне падине уливају се у ријеку Морнос. Највиши врх планине, Пиргос (Киргистан), висок је 2.152 метра, док је други највиши врх је Гревено (Γρεβενο), на 2117 метара.
На планини Ета налази се 22 насеља:
- Аргирохори, Комботадес, Косталекис, Лоутра Ипатис, Мекиатес, Сикас и Ипати на северу
- Горгопотамос, Дио Воуна и Коумаритси на истоку
- Оити, Кастриотиса, Мавролитхари, Павлиани и Пира на југу
- Капнохори, Кастаниа, Лихно, Месохори, Неохори, Перистери и Пиргос на западу

## Национални парк
Године 1966, Планина Ета постала је шести национални парк Грчке у складу са Краљевским декретом 218/1966. Са површином од 7 000 хектара, од којих 3.370 чини језгро и 3.630 периферија, парк покрива отприлике четвртину површине планине и трећи је и највећи у Грчкој. Свака људска активност која на било који начин утиче на локално окружење забрањена је унутар граница националног парка. Подручје националног парка је такође проглашено посебним заштићеним дијелом као део мреже Натура 2000. Клисура Горгопотамос заједно са националним парком и долином Асопос формира шире заштићено подручје „Национални парк Планина Ета - Долина Асопос“.
Ета има два уточишта за дивље животиње, где је лов забрањен:
- подручје Скасмени Франтзи - Дио Воуна на североисточним падинама и
- подручје Оити-Павлиани на југоистоку[7].

Национални парк и заштићена подручја надгледа Управно тело Националног парка планине Ета, основано је као агенција Министарства заштите животне средине 2002. (Закон 3044/2002).

## Флора
Ета посједује непроцјењиво богатство флоре. Зато је и позната као планина цвећа. Њена геолошка историја, посебни климатски услови створили су импресивну разноликост еколошких услова који су идеални за појаву широког спектра биљака. До сада је забележено 1.149 биљних врста и подврста. Међутим, процењује се да постоји преко 1.250 биљних врста, сто је око 1/5 грчке флоре. Штавише, Ети угошћује релативно велики број ендемских биљних врста у Грчкој и Балкана. Забележене су две локалне ендемске врсте: Вероница оетаеа и Аллиум лагаропхиллум. Вероника оетаеа је ендемска врста за Ету, јавља се само на Ети и нигде другде у свету. Према Црвеној књизи ретких и угрожених биљака у Грчкој (2009), она припада критичној угроженој врсти којој прети изумирање, што је углавном последица веома ограниченог простора на коме је пронађена.

## Фауна
У парку се налази велики број сисара то су: срна, дивља свиња и зец. Велики предатори у парку су: смеђи медвед, вук и дивља мачка. Балканска дивокоза која живи на планини представља симбол националног парка. Алпски трикот је један од водоземаца који живе у парку и угрожена је врста.
У парку се налази и велики број врста птица. На Ети су присутне врсте детлића: попут детлића са сивом главом , детлића с белом подлогом, црног детлића и сиријског детлића. Друге врсте птица су: црна рода и белокрилни врабац, као и велики број ретких птица грабљивица: златни орао, змијолики орао кратких ногу и соко.
Врсте риба у рекама и језерима паркова су мрена, македонски клен, грчка пастрмка и вероватно угрожена маратонска белица.